# Liste der Mitglieder des Landtages (Volksstaat Hessen) (1. Wahlperiode)
Diese Liste gibt einen Überblick über alle Mitglieder des Landtages des Volksstaates Hessen in der 1. Wahlperiode (1919 bis 1921), gewählt in der Wahl zur verfassungsgebenden Volkskammer im Freistaat Hessen.

## Präsidium
- Präsident: Bernhard Adelung (SPD)
- Stellvertretende Präsidenten:
  - Heinrich Reh, Stellvertretender Präsident (DDP)
  - Adam Joseph Johann Schmitt (Zentrum) (bis 2. Februar 1920)
  - Heinrich Wendelin Soherr (Zentrum) (ab 2. Februar 1920)
- Schriftführer:
  - Carl Adam Damm (DDP)
  - Gustav Adolf Dehlinger (Hessische Volkspartei) (HBB) (DVP)
  - Heinrich Delp (SPD)
  - Johann Moritz Hahn (DVP)
  - Georg Scherer (Zentrum)
  - Wilhelm Knoll (Zentrum)

## A
- Bernhard Adelung, Präsident (SPD)

## B
- Karoline Balser (Lina) (DDP)
- Joseph Bauer (auch: Philipp) (SPD)
- Jakob Biegi (SPD)
- Else Bierau (DVP)
- Karl Heinrich Bornemann (SPD)
- Heinrich Brauer (Hessische Volkspartei) (HBB) (DNVP?)
- Otto Rudolf von Brentano di Tremezzo (Zentrum)
- Georg Büchner (DDP)

## D
- Carl Adam Damm, Schriftführer (DDP)
- Gustav Adolf Dehlinger, Schriftführer (Hessische Volkspartei) (HBB) (DVP)
- Heinrich Delp, Schriftführer (SPD)
- Georg Wilhelm Diehl (Hessische Volkspartei) (DNVP)
- Eduard Dingeldey (DVP)
- Wilhelm II. Dorsch (Hessische Volkspartei) (HBB)

## E
- Prof. Samuel Eck (DDP) (bis 1. April 1919)
- Jakob Eder (SPD)
- Leonhard Eißnert (SPD)
- Johann Engelmann (SPD)

## F
- Eugen Feistmann (DDP) (gestorben am 20. September 1920)
- Philipp VII. Feldmann (DDP) (ab 9. April 1919)
- Wilhelm Fenchel (Hessische Volkspartei) (HBB) (DVP)
- Heinrich Fulda (SPD)

## G
- Karl Michael Gesser (Zentrum)
- Franz Gruber (SPD) (bis 21. Mai 1920)

## H
- Heinrich II. Häuser (SPD)
- Johann Moritz Hahn, Schriftführer (DVP)
- Friedrich Hartmann (SPD)
- Elisabeth Hattemer (Else) (Zentrum)
- Konrad Wilhelm Henrich (DDP)
- Valentin Herbert (Zentrum)
- Johann Philipp Hofmann (Zentrum)

## J
- Georg VI. Jung (SPD)

## K
- Georg Kaul (SPD)
- Alfred Heinrich Kiel (USPD)
- Adolf Heinrich Klingspor (DVP)
- Wilhelm Knoblauch (SPD)
- Wilhelm Knoll, Schriftführer (Zentrum)
- Heinrich Köhler (DVP)

## L
- Adam II. Lang (SPD)
- Georg Lenhart (Zentrum)
- Wilhelm Loos (DDP) (ab 1. April 1919)
- Anton Lux (SPD)

## N
- Karl Neff (SPD) (ab 21. Juli 1920)
- Hermann Neumann (SPD)
- August Nuss (Zentrum) (ab 21. Juli 1920)

## O
- Arthur Osann (DVP)

## P
- Friedrich Alexander Pagenstecher (DDP)
- Wilhelm Hermann Piehler (SPD)

## R
- (Johann) Georg Raab (SPD)
- Anna Maria Rauck (SPD)
- Bernhard Rechthien (SPD)
- Martin Reck (SPD) (ab 4. Oktober 1921)
- Heinrich Reh, Stellvertretender Präsident (DDP)
- Julius Reiber (DDP)
- Franz Joseph IV. Ross (SPD)

## S
- Heinrich Georg Sames (DDP) (ab 16. November 1920)
- Georg Scherer, Schriftführer (Zentrum) (gestorben 2. Mai 1920)
- Bernhard Schildbach (SPD)
- Adam Joseph Johann Schmitt, Stellvertretender Präsident (Zentrum) (bis 2. Februar 1920)
- Valentin Joseph Schorn (Zentrum)
- Johann Schreiber (DDP)
- Theodor Franz Schroeder (Zentrum)
- Albert Schulte (SPD)
- Friedrich Wilhelm Seel (SPD) (gestorben 4. August 1921)
- Heinrich Wendelin Soherr, Stellvertretender Präsident (Zentrum)
- Margarethe Steinhäuser (SPD)
- Reinhard Strecker (DDP) (nach dem Übertritt zur SPD legte er am 12. Oktober 1921 das Mandat nieder)

## U
- Philipp Uebel (Zentrum)
- Carl Ulrich (SPD)
- Kaspar Otto Urstadt (DDP)

## V
- Friedrich Vetters (SPD)

## W
- Ernst Weidner (DDP) (ab 14. Oktober 1921)
- Ernst Wilhelm Widmann (SPD)
- Theodor Windisch (DDP) (bis 1. April 1919)
- Bruno Wittig (SPD)
- Rudolf Wünzer (DVP)

## Z
- Georg Zilch (Zentrum) (ab 10. März 1920)

Hinweis: In Klammern ist die Parteizugehörigkeit angegeben. Bei Mehrfachangaben ist die erste Klammerangabe diejenige gemäß Landtagseintrag. In der zweiten bzw. dritten steht die dahinterstehende Parteizugehörigkeit gemäß BIOWEIL.
Quellen:
- Personalstand des 1. Landtags
- Bioweil (Memento vom 8. Juli 2012 im Webarchiv archive.today)